# Sucker (bài hát)
"Sucker" là một bài hát của nhóm nhạc pop rock người Mỹ Jonas Brothers. Bài hát được phát hành vào ngày 1 tháng 3 năm 2019 thông qua Republic Records và là đĩa đơn đầu tiên của nhóm trong vòng sáu năm. Nhóm nhạc đồng sáng tác bài hát cùng với Louis Bell và các nhà sản xuất Ryan Tedder và Frank Dukes. Jonas Brothers đã xuất hiện trong chương trình The Late Late Show with James Corden vào mỗi đêm từ ngày 4 tháng 3 đến ngày 7 tháng 3 để quảng bá cho bài hát. "Sucker" đã đạt được vị trí quán quân tại Úc, Canada, Latvia, Mexico, New Zealand, Singapore, Slovakia và Hoa Kỳ.
Video âm nhạc của "Sucker" có sự tham gia của vợ các thành viên trong nhóm: Priyanka Chopra, Sophie Turner và Danielle Jonas. Video âm nhạc nhận được đề cử ở 4 hạng mục tại lễ trao giải Video âm nhạc của MTV 2019, trong đó có hạng mục Video của năm và giành giải Video pop xuất sắc nhất. Ca khúc cũng được đề cử Giải Grammy cho Trình diễn song tấu hoặc nhóm nhạc pop xuất sắc nhất tại Giải Grammy lần thứ 62.

## Bối cảnh
Nhóm nhạc đã thay ảnh màu đen trên các tài khoản mạng xã hội trước khi thông báo phát hành đĩa đơn vào ngày 28 tháng 2. Us Weekly cũng tiết lộ tựa đề của bài hát trước thông báo phát hành. Trong chương trình The Late Late Show with James Corden, Nick Jonas phát biểu: "Chúng tôi giữ bí mật điều này đến nay đã được gần bảy, tám tháng."

## Video âm nhạc
Video âm nhạc cho bài hát được đạo diễn bởi Anthony Mandler và có sự góp mặt của các thành viên trong nhóm nhạc cùng với một nửa quan trọng của họ: vợ của Kevin Danielle Jonas, vợ của Nick Priyanka Chopra Jonas và hôn phu của Joe (giờ đã trở thành vợ) Sophie Jonas. Video được ghi hình tại Hertfordshire, trong ngôi nhà Hatfield House của Hầu tước xứ Salisbury, nơi mà nữ hoàng Elizabeth I đã lớn lên. Video cũng có sự xuất hiện những chú chó Corgi, thú nuôi yêu thích của nữ hoàng Elizabeth II.
Trang phục của những người tham gia được thiết kế bởi Prabal Gurung và lựa chọn từ dòng trang phục đầu tay dành cho nam giới của anh. Priyanka có tới 10 kiểu tóc do Ken O'Rourke thiết kế cho video, trong đó 7 kiểu tóc được lựa chọn để ghi hình.

## Diễn biến thương mại
Tại Hoa Kỳ, "Sucker" ra mắt ở vị trí quán quân trên bảng xếp hạng Billboard Hot 100 và Hot Digital Songs với 88.000 bản tiêu thụ được trong tuần đầu tiên. Đây là ca khúc thứ 43 trong lịch sử ra mắt ở vị trí số 1 trên Billboard Hot 100. "Sucker" trở thành đĩa đơn quán quân đầu tiên của Jonas Brothers và cũng là đĩa đơn quán quân đầu tiên của một nhóm nhạc nam kể từ "Bump, Bump, Bump" (2003) của B2K hợp tác với P. Diddy. Ca khúc cũng trở thành sản phẩm đầu tiên của nhóm nhạc xuất hiện trên bảng xếp hạng kể từ "Pom Poms" năm 2013, và là đĩa đơn top 10 đầu tiên của nhóm kể từ "Tonight" phát hành năm 2008. Jonas Brothers cũng trở thành nhóm nhạc thứ hai trong lịch sử có ca khúc trong vai trò nghệ sĩ chính ra mắt ở vị trí số một, sau khi Aerosmith lần đầu đạt được thành tích này với "I Don't Want to Miss a Thing" vào năm 1998. Trong ấn bản ngày 20 tháng 4 năm 2019, trên bảng xếp hạng Billboard's Dance/Mix Show Airplay, "Sucker" trở thành đĩa đơn quán quân đầu tiên của Jonas Brother, vươn lên vị trí quán quân trong vòng 4 tuần.
Đây cũng là ca khúc đầu tiên của nhóm đạt vị trí trong top 10 và top 5 tại Vương quốc Anh, với việc ra mắt ở vị trí thứ 6 và sau đó đạt đến vị trí thứ 4 trong tuần thứ 4 trên bảng xếp hạng. Tính đến ngày 8 tháng 5 năm 2019, bài hát đạt gần 450 triệu lượt stream trên toàn cầu.

## Biểu diễn trực tiếp
Ngày 7 tháng 3 năm 2019, Jonas Brothers biểu diễn ca khúc lần đầu trong chương trình The Late Late Show with James Corden. Vào ngày 2 tháng 5 năm 2019, nhóm biểu diễn bài hát tại lễ trao giải Billboard Music Awards. Vào ngày 11 tháng 5 năm 2019, nhóm tiếp tục biểu diễn bài hát trong chương trình Saturday Night Live với tư cách là khách mời âm nhạc. Nhóm cũng trình diễn bài hát trong tập đầu tiên khi All That khởi chiếu lại vào ngày 15 tháng 6 năm 2019.

## Giải thưởng và đề cử
| Năm  | Giải thưởng                | Hạng mục                                             | Kết quả   | Nguồn         |
| ---- | -------------------------- | ---------------------------------------------------- | --------- | ------------- |
| 2019 | Teen Choice Awards         | Bài hát được bình chọn của nhóm nhạc                 | Đề cử     | [ 22 ]        |
| 2019 | Teen Choice Awards         | Bài hát pop được bình chọn                           | Đề cử     | [ 22 ]        |
| 2019 | Giải Video âm nhạc của MTV | Video của năm                                        | Đề cử     | [ 23 ] [ 24 ] |
| 2019 | Giải Video âm nhạc của MTV | Ca khúc của năm                                      | Đề cử     | [ 23 ] [ 24 ] |
| 2019 | Giải Video âm nhạc của MTV | Video pop xuất sắc nhất                              | Đoạt giải | [ 23 ] [ 24 ] |
| 2019 | Giải Video âm nhạc của MTV | Ca khúc của mùa hè                                   | Đề cử     | [ 23 ] [ 24 ] |
| 2020 | Giải Grammy                | Trình diễn song tấu hoặc nhóm nhạc pop xuất sắc nhất | Đề cử     | [ 25 ]        |

## Những người thực hiện
Thông tin lấy từ Tidal.
- Nick Jonas – hát, viết nhạc
- Joe Jonas – hát, viết nhạc
- Kevin Jonas – hát, viết nhạc
- Louis Bell – viết nhạc, bass
- Ryan Tedder – hát đệm, sản xuất, viết nhạc, lập trình, ghi-ta acoustic, bass, lập trình trống
- Frank Dukes – đồng sản xuất, viết nhạc, ghi-ta
- Homer Steinweiss – trống
- Andrew DeRoberts – ghi-ta
- Randy Merrill – kỹ sư master, nhân viên phòng thu
- Serban Ghenea – phối nhạc, nhân viên phòng thu
- John Hanes – hỗ trợ phối nhạc, nhân viên phòng thu

## Xếp hạng và chứng nhận
| Bảng xếp hạng (2019)                      | Vị trí cao nhất |
| ----------------------------------------- | --------------- |
| Argentina (Argentina Hot 100)             | 54              |
| Úc (ARIA)                                 | 1               |
| Áo (Ö3 Austria Top 40)                    | 7               |
| Bỉ (Ultratop 50 Flanders)                 | 9               |
| Bỉ (Ultratop 50 Wallonia)                 | 7               |
| Bolivia (Monitor Latino)                  | 6               |
| Canada (Canadian Hot 100)                 | 1               |
| CIS (Tophit)                              | 11              |
| Canada AC (Billboard)                     | 43              |
| Canada CHR/Top 40 (Billboard)             | 9               |
| Canada Hot AC (Billboard)                 | 14              |
| Trung Quốc Airplay/FL (Billboard)         | 3               |
| Colombia (National-Report)                | 30              |
| Costa Rica (Monitor Latino)               | 6               |
| Croatia (HRT)                             | 3               |
| Cộng hòa Séc (Rádio Top 100)              | 34              |
| Cộng hòa Séc (Singles Digitál Top 100)    | 2               |
| Đan Mạch (Tracklisten)                    | 4               |
| Ecuador (National-Report)                 | 22              |
| El Salvador (Monitor Latino)              | 9               |
| Euro Digital Songs (Billboard)            | 6               |
| Phần Lan (Suomen virallinen lista)        | 15              |
| Pháp (SNEP)                               | 40              |
| Đức (GfK)                                 | 20              |
| Hy Lạp (IFPI)                             | 3               |
| Guatemala (Monitor Latino)                | 16              |
| Hungary (Rádiós Top 40)                   | 16              |
| Hungary (Single Top 40)                   | 2               |
| Hungary (Stream Top 40)                   | 2               |
| Iceland (Tonlist)                         | 34              |
| Ireland (IRMA)                            | 2               |
| Israel (Media Forest)                     | 2               |
| Ý (FIMI)                                  | 35              |
| Nhật Bản (Japan Hot 100)                  | 69              |
| Nhật Bản Hot Overseas (Billboard)         | 5               |
| Latvia (Latvijas Top 40)                  | 1               |
| Lebanon (The Official Lebanese Top 20)    | 1               |
| Malaysia (RIM)                            | 2               |
| Mexico Airplay (Billboard)                | 5               |
| Mexico Ingles Airplay (Billboard)         | 1               |
| Hà Lan (Dutch Top 40)                     | 6               |
| Hà Lan (Single Top 100)                   | 16              |
| New Zealand (Recorded Music NZ)           | 1               |
| Na Uy (VG-lista)                          | 4               |
| Ba Lan (Polish Airplay Top 100)           | 3               |
| Bồ Đào Nha (AFP)                          | 10              |
| Romani (Airplay 100)                      | 32              |
| Nga Airplay (Tophit)                      | 9               |
| Scotland (OCC)                            | 6               |
| Singapore (RIAS)                          | 1               |
| Slovakia (Rádio Top 100)                  | 6               |
| Slovakia (Singles Digitál Top 100)        | 1               |
| Slovenia (SloTop50)                       | 13              |
| Nam Hàn Quốc (Gaon)                       | 162             |
| Tây Ban Nha (PROMUSICAE)                  | 25              |
| Thụy Điển (Sverigetopplistan)             | 24              |
| Thụy Sĩ (Schweizer Hitparade)             | 12              |
| Anh Quốc (OCC)                            | 4               |
| Hoa Kỳ Billboard Hot 100                  | 1               |
| Hoa Kỳ Adult Contemporary (Billboard)     | 13              |
| Hoa Kỳ Adult Pop Airplay (Billboard)      | 1               |
| Hoa Kỳ Dance Club Songs (Billboard)       | 27              |
| Hoa Kỳ Pop Airplay (Billboard)            | 1               |
| Hoa Kỳ Dance/Mix Show Airplay (Billboard) | 1               |
| Hoa Kỳ Rolling Stone Top 100              | 15              |
| Venezuela (National-Report)               | 12              |

| Bảng xếp hạng (2019)                      | Vị trí |
| ----------------------------------------- | ------ |
| Argentina Airplay (Monitor Latino)        | 43     |
| Úc (ARIA)                                 | 13     |
| Áo (Ö3 Austria Top 40)                    | 26     |
| Bỉ (Ultratop Flanders)                    | 22     |
| Bỉ (Ultratop Wallonia)                    | 24     |
| Bolivia Airplay (Monitor Latino)          | 34     |
| Canada (Canadian Hot 100)                 | 12     |
| Costa Rica Airplay (Monitor Latino)       | 20     |
| El Salvador Airplay (Monitor Latino)      | 39     |
| Đức (Official German Charts)              | 51     |
| Guatamala Airplay (Monitor Latino)        | 43     |
| Honduras Airplay (Monitor Latino)         | 58     |
| Ireland (IRMA)                            | 25     |
| Latvia (LAIPA)                            | 29     |
| Mexico Airplay (Monitor Latino)           | 6      |
| Hà Lan (Dutch Top 40)                     | 38     |
| Hà Lan (Single Top 100)                   | 47     |
| New Zealand (Recorded Music NZ)           | 22     |
| Nicaragua Airplay (Monitor Latino)        | 94     |
| Panama Airplay (Monitor Latino)           | 37     |
| Peru Airplay (Monitor Latino)             | 97     |
| Puerto Rico Airplay (Monitor Latino)      | 50     |
| Romani (Airplay 100)                      | 63     |
| Slovenia (SloTop50)                       | 16     |
| Thụy Sĩ (Schweizer Hitparade)             | 31     |
| Anh Quốc (OCC)                            | 29     |
| Hoa Kỳ Billboard Hot 100                  | 10     |
| Hoa Kỳ Adult Contemporary (Billboard)     | 9      |
| Hoa Kỳ Adult Top 40 (Billboard)           | 1      |
| Hoa Kỳ Dance/Mix Show Airplay (Billboard) | 2      |
| Hoa Kỳ Mainstream Top 40 (Billboard)      | 2      |

| Bảng xếp hạng (2010–2019) | Vị trí |
| ------------------------- | ------ |
| Hoa Kỳ Billboard Hot 100  | 88     |

| Quốc gia | Chứng nhận  | Số đơn vị/doanh số chứng nhận |
| --- | ----------- | ----------------------------- |
| Úc (ARIA) | 3× Bạch kim | 210.000‡                      |
| Bỉ (BEA) | Bạch kim    | 40.000‡                       |
| Canada (Music Canada) | 4× Bạch kim | 320.000‡                      |
| Đan Mạch (IFPI Đan Mạch) | Bạch kim    | 90.000^                       |
| Pháp (SNEP) | Vàng        | 100.000‡                      |
| Đức (BVMI) | Vàng        | 150.000‡                      |
| Ý (FIMI) | Bạch kim    | 50.000‡                       |
| México (AMPROFON) | 2× Bạch kim | 120.000‡                      |
| New Zealand (RMNZ) | Bạch kim    | 30.000‡                       |
| Ba Lan (ZPAV) | Bạch kim    | 20.000‡                       |
| Bồ Đào Nha (AFP) | Bạch kim    | 10.000‡                       |
| Tây Ban Nha (PROMUSICAE) | Bạch kim    | 40.000‡                       |
| Anh Quốc (BPI) | Bạch kim    | 600.000‡                      |
| Hoa Kỳ (RIAA) | 2× Bạch kim | 2.000.000‡                    |
| * Chứng nhận dựa theo doanh số tiêu thụ. ^ Chứng nhận dựa theo doanh số nhập hàng. ‡ Chứng nhận dựa theo doanh số tiêu thụ và phát trực tuyến. |             |                               |